# 韋康特角
68°31′S 65°12′W / 68.517°S 65.200°W
韋康特角（英語：Vesconte Point），是南極洲的海岬，位於葛拉漢地的鮑曼海岸，處於伯梅爾半島南端，在1935年11月23日由美國探險隊發現和拍攝照片，現時由南極條約體系管理。